# Paola Egonu
Paola Ogechi Egonu, née le 18 décembre 1998 à Cittadella, est une joueuse italienne de volley-ball.

## Biographie
Elle est née le 18 décembre 19988 à Cittadella. Son père et sa mère, d'origine nigériane, respectivement routier et infirmière, quittent le Nigeria dans les années 1990 et donnent naissance à trois enfants dont Paola.
Elle débute dans le volley-ball à l'âge de 12 ans où sa taille d'un mètre 80 l'aide à vite percer et à intégrer le centre de formation fédéral Club Italia. Elle est naturalisée à l'âge de 15 ans et remporte le Championnat du monde des moins de 18 ans en 2015, terminant meilleure joueuse du tournoi.
Elle fait partie de l’équipe nationale d’Italie participant aux Jeux olympiques de Rio 2016 et médaillée d’argent au Championnat du monde 2018. Aux Jeux olympiques de Tokyo, elle est une des six porte-drapeau du CIO
Meilleure joueuse de l'équipe nationale italienne, elle-même au sommet de la hiérarchie mondiale, son parcours est symbolique dans un pays confronté au racisme anti-Noirs. « Cible d'attaques racistes obsessionnelles », Paola Egonu décide en octobre 2022 de changer de club en raison du racisme qu’elle recevait en Italie et s'engage pour le club turc Vakıfbank SK pour une saison avant de revenir en Italie sous les couleurs du Unione Sportiva Pro Victoria Pallavolo Monza.
En août 2023, elle figure parmi les cibles du général italien Roberto Vannacci dans son livre Le Monde à l’envers dans lequel il développe des positions racistes et homophobes, succès de librairie mais qui lui vaut une suspension de ses responsabilités officielles : il la qualifiait « italienne de citoyenneté » mais dont il serait « évident que ses traits somatiques ne représentent pas l'italianité »
Lors des Jeux olympiques de Paris, elle et coéquipières deviennent championnes olympiques, apportant ainsi la première médaille d'or olympique en volley de son histoire à l'Italie.
Cependant, dans la nuit du 11 au 12 août, elle est à nouvelle fois victime de racisme lorsqu'une fresque à son effigie est vandalisée à Rome.

## Vie privée
Paola Egonu est ouvertement bisexuelle et a été brièvement en couple avec Katarzyna Skorupa. En 2022, elle s'affiche en couple avec le volleyeur polonais Michal Filip.
Sa sœur Angela est également une volleyeuse professionnelle italo-britannique.

## Palmarès

### Sélection nationale
- Jeux olympiques d'été 2024
  -  : 2024.
- Championnat du monde
  -  : 2018.
- Grand Prix mondial
  -  : 2017.
- Championnat d'Europe
  -  : 2021.
  -  : 2019.
- Montreux Volley Masters (1)
  -  : 2018.
- Championnat du monde U18 (1)
  -  : 2015.
- Championnat du monde U20
  -  : 2015.

### Clubs
- Championnat du monde des clubs (1)
  - Vainqueur : 2019.
  - Finaliste : 2021.
- Ligue des champions (2)
  - Vainqueur : 2019, 2021.
- Championnat d'Italie A1 (2)
  - Vainqueur : 2021, 2022.
  - Finaliste : 2018, 2019.
- Coupe d'Italie (5)
  - Vainqueur : 2018, 2019, 2020, 2021, 2022.
- Supercoupe d'Italie (4)
  - Vainqueur : 2017, 2019, 2020, 2021.
  - Finaliste : 2018.

### Distinctions individuelles
Paola Egonu a obtenu pas moins de 27 récompenses personnelles au cours de sa carrière :
| - 2015 : Championnat du monde U18 — MVP - 2015 : Championnat du monde U18 — Meilleure attaquante - 2016 : TQO européen (Ankara, Turquie) — Meilleure receveuse - 2016 : Grand Prix mondial — Meilleure attaquante - 2017 : Championnat d'Italie A1 — Meilleure scoreuse - 2017 : Grand Prix mondial — Meilleure attaquante - 2018 : Coupe d'Italie — MVP - 2018 : Montreux Volley Masters — MVP - 2018 : Montreux Volley Masters — Meilleure scoreuse - 2018 : Championnat du monde — Meilleure attaquante - 2018 : Championnat du monde — Meilleure scoreuse - 2019 : Ligue des champions — MVP - 2019 : Championnat d'Italie A1 — Meilleure scoreuse - 2019 : Championnat d'Europe — Meilleure scoreuse | - 2019 : Supercoupe d'Italie — MVP - 2019 : Championnat du monde des clubs — MVP - 2019 : Championnat du monde des clubs — Meilleure attaquante - 2021 : Championnat d'Italie A1 — MVP - 2021 : Championnat d'Italie A1 — Meilleure attaquante - 2021 : Ligue des champions — MVP - 2021 : Ligue des champions — Meilleure attaquante - 2021 : Coupe d'Italie — MVP - 2021 : Championnat d'Europe — MVP - 2021 : Championnat du monde des clubs — Meilleure attaquante - 2021 : Championnat du monde des clubs — Meilleure scoreuse - 2022 : Coupe d'Italie — MVP - 2022 : Coupe d'Italie — Meilleure scoreuse - 2022 : Championnat d'Italie A1 — Meilleure scoreuse - 2022 : Championnat d'Italie A1 — MVP - 2022 : Ligue des nations — Meilleure joueuse - 2023 : Ligue des champions — Meilleure joueuse |